# Pilar Sueyras
María del Pilar Sueyras Valverde, coniugata Cava (Lima, 21 settembre 1960), è un'ex cestista peruviana.

## Carriera
Con il Perù ha preso parte ai Campionati mondiali del 1983.